# Лешкерабад
Лешкерабад (перс. لشکرآباد‎) — село на севере Ирана, в остане Альборз. Входит в состав шахрестана Саводжболаг. Является частью дехестана (сельского округа) Рамджин бахша Чехарбаг.

## География
Село находится в южной части Альборза, к югу от хребта Эльбурс, на расстоянии приблизительно 11 километров к западу от Кереджа, административного центра провинции. Абсолютная высота — 1276 метров над уровнем моря.

## Население
По данным переписи 2006 года население села составляло 4651 человек (2424 мужчины и 2227 женщин). В Лешкерабаде насчитывалось 1194 семьи. Уровень грамотности населения составлял 71,6 %. Уровень грамотности среди мужчин составлял 74,83 %, среди женщин — 68,07 %.